# 沃洛迪米尔·弗拉德科
沃洛迪米尔·米科拉约维奇·弗拉德科（烏克蘭語：Володимир Миколайович Владко，本姓叶雷姆琴科, ），乌克兰虚构作品文学家、记者及戏剧评论家。他是苏联作家协会会员。